# Репарації Югославії за Другу світову війну
Після Другої світової війни Югославії були виплачені репарації. Державна комісія з репарацій при югославському уряді оцінила загальні воєнні збитки, завдані Югославії у Другій світовій війні, приблизно в 47 мільярдів доларів США (у цінах 1938 року: 1 долар = 44 югославські динари; Німеччина — 36 мільярдів, Італія — 10 мільярдів, Угорщина — 542 мільйони, Болгарія — 650 мільйонів).

## Вартість війни
Згідно з оцінкою Комісії з репарацій Федеративної Народної Республіки Югославії від 1945 року, повна сума воєнних збитків, яких Югославія зазнала під час Другої світової війни, становила 46,9 мільярда доларів США з 1938 року, розрахованих за обмінним курсом на початок війни (1 долар = 44 динари). З цієї суми німецька частина становить 35,858 мільярда доларів. Через Міжнародне агентство з репарацій Югославії було компенсовано загальну суму в 35 786 118 доларів, що становить вартість старих демонтованих німецьких заводів та інших промислових об'єктів, які були перевезені до Югославії. У відповідь на заклик Економічної і соціальної ради ООН Західна Німеччина (ФРН) виплатила відшкодування на підставі спеціальної угоди з Югославією на загальну суму 8 мільйонів німецьких марок від імені югославських громадян, які стали жертвами медичних експериментів на живих людях під час війни. Суми, визначені в інших міжнародних угодах з Німеччиною від 10 березня 1956 року, включаючи 26 мільйонів німецьких марок за страховими позовами під час і після Другої світової війни, були виключені з репарацій і ґрунтуються на виконанні Лондонської угоди про зовнішні борги Німеччини від 1953 року.

## Договори та угоди
Кордон між Югославією та Італією був остаточно врегульований у 1970-х роках (див. Озімський договір).
Згідно з мирними договорами 1947 року, Італія була зобов'язана відшкодувати Югославії 125 мільйонів доларів за воєнні збитки, Угорщина — 50 мільйонів і Болгарія — 25 мільйонів доларів, усі в доларах США. Мирного договору з Німеччиною не було, і загальна сума воєнних збитків Югославії не була визначена двосторонньою або багатосторонньою угодою.
З назви Договору про дружбу з Болгарією 1947 року, підписаного в Бледі, випливає, що югославський уряд в односторонньому порядку відмовився від болгарських воєнних компенсацій. Незважаючи на те, що в липні 1992 року Народна скупщина Республіки Сербія оприлюднила Декларацію про анулювання рішення про звільнення Болгарії від компенсації за воєнні збитки, не існувало жодної правової підстави, на якій можна було б порушувати питання про воєнні збитки, завдані Болгарією.
Питання воєнних компенсацій, як вони були визначені в мирних договорах 1947 року з Італією та Угорщиною, були остаточно врегульовані двосторонніми угодами Югославії з Італією (1954 р.) та Угорщиною (1956 р.).
Переговори між делегаціями СФРЮ та ФРН, а також переговори Тіто-Брандта завершилися узгодженням Протоколу про грошову допомогу 1972 року (неопублікований) та Угоди про затвердження грошової допомоги 1974 року на загальну суму в один мільярд німецьких марок на чітко визначених вигідних умовах. Югославія виплатила дві менші частини боргу, а виплати були перепрограмовані та відкладені кілька разів.
Існують певні розбіжності щодо тлумачення правової природи цього договору. Аналіз цього питання вказує на те, що це типовий двосторонній договір з обтяженням, беручи до уваги назву договору, а також положення з багатьох питань, включаючи предмет договору, сторони, суму кредиту, процентну ставку, умови користування, погашення кредиту та рішення про те, яка сторона буде забезпечувати виконання цього договору.
Однак у вступній частині Угоди від 1974 року було заявлено, що «з точки зору схвалення, висловленого в комюніке з приводу візиту канцлера Брандта до Югославії, залишилися відкриті питання з минулого повинні бути вирішені шляхом довгострокової співпраці в економічної та інших сфер з метою остаточно виконати цей консенсус». Це був непрямий спосіб пов'язати кредит із репараціями через так звану формулу Тіто-Брандта Бріоні .
Протягом майже двох десятиліть югославська громадськість не знала про існування пам'ятної записки 1973 року або позиційного документа (декларації югославського уряду), що було умовою німецьких учасників переговорів щодо отримання кредиту. Існування Aide Mémoire також було приховане в заяві Федерального секретаріату закордонних справ від січня 1990 року, яка була видана через серію публічних запитів і запитів депутатів як федеральних, так і земельних зборів щодо виплати збитків, завданих війною. .
Зміст Aide Mémoire такий: «У принципі Уряд СФРЮ приймає пропозицію Уряду ФРН виплатити компенсацію югославським жертвам нацистських репресій на загальну суму один мільярд німецьких марок у формі грошової допомоги (Kapitalhilfe).
Ухвалюючи це рішення, Уряд СФРЮ бере до уваги добру волю, яка сформувалася завдяки прогресивному і плідному співробітництву між СФРЮ і ФРН, а також інтереси обох країн в успішному і всебічному поглибленні своїх відносин, що, без сумніву, є внеском у більш широке міжнародне співробітництво.
Уряд СФРЮ розуміє, що вищезгаданий кредит буде надано на найсприятливіших умовах, які передбачені для кредитів такого роду. Ці кошти не будуть обтяжені жодними об'єктами».
Як стверджує Віллі Брандт, так звана формула Бріоні є «непрямим рішенням» для виплати репарацій через довгострокову економічну співпрацю; через це Президент СФРЮ Йосип Броз Тіто та його колеги дали свою згоду. До цього і тогочасні переговори про відшкодування жертвам нацистських репресій узгодили число 950 тис. Насправді воно було набагато більшим, враховуючи жертви в окупованій Югославії та за її межами, а особливо в так званій Незалежній Державі Хорватія . Існувала ймовірність, що Югославія могла б отримати 2200 німецьких марок на жертву, що загалом перевищувало б 2 мільярди марок. Це було б реалізацією так званої французької моделі, відповідно до того, що ФРН ще в 1960-х роках виплачувала жертвам інших країн, особливо західних (Ізраїль та єврейські жертви отримали відшкодування раніше).
Замість таких прямих засобів правового захисту, як це було у випадку з іншими країнами, за наполяганням Німеччини та за допомогою застосування так званої «формули Бріоні» було отримано кредит у розмірі 1 мільярд доларів із зобов'язанням повернення.